# Ledenik Siačen
Ledenik Siačen je ledenik v vzhodnem območju Karakoruma v Himalaji na približno 35°25′16″N 77°06′34″E / 35.421226°N 77.109540°E, severovzhodno od točke NJ9842, kjer se konča nadzorna črta med Indijo in Pakistanom. S 76 km dolžine je najdaljši ledenik v Karakorumu in drugi najdaljši na nepolarnih območjih na svetu. Pada z nadmorske višine 5753 m na vrhu pri Indira Colu na meji med Indijo in Kitajsko navzdol do 3620 m na koncu. Celoten ledenik Siačen z vsemi večjimi prehodi je od leta 1984 pod upravo Indije kot del ozemlja unije Ladak, ki je v regiji Kašmir. Pakistan ohranja ozemeljske zahteve nad ledenikom Siačen in nadzoruje regijo zahodno od grebena Saltoro, ki leži zahodno od ledenika, s pakistanskimi postojankami, ki so 1 km pod več kot 100 indijskimi postojankami na grebenu.
Ledenik Siačen leži neposredno južno od velike drenažne ločnice, ki ločuje Evrazijsko ploščo od Indijske podceline v obsežno poledenelem delu Karakoruma, ki ga včasih imenujejo Tretji pol. Ledenik leži med grebenom Saltoro na zahodu in glavnim pogorjem Karakorum na vzhodu. Greben Saltoro izvira na severu od vrha Sia Kangri na kitajski meji v pogorju Karakorum. Nadmorska višina grebena Saltoro Ridge je od 5450 do 7720 m. Glavni prelazi na tem grebenu so od severa proti jugu Sia La na 5589 m, Bilafond La na 5450 m in Gyong La na 5689 m. Povprečno pozimi zapade več kot 1000 cm snega, temperature pa se lahko spustijo do –50 °C. Vključno z vsemi pritoki ledenikov sistem ledenika Siačen pokriva približno 700 km².

## Etimologija
Sia v jeziku Balti se nanaša na rastlino iz družine vrtnic, ki je zelo razširjena v regiji. Čen" se nanaša na vsak predmet, ki ga najdemo v izobilju. Tako se ime Siačen nanaša na deželo z obilico vrtnic. Poimenovanje samega ledenika ali vsaj njegovo uporabo se pripisuje Tomu Longstaffu.

## Spor
Tako Indija kot Pakistan zahtevata suverenost nad celotno regijo Siačen. Junija 1958 je prva ekspedicija Geološkega zavoda Indije odšla na ledenik Siačen. To je bila prva uradna indijska raziskava ledenika Siačen, ki jo je izvedel Geološki zavod Indije po letu 1947 in je bila izvedena v počastitev mednarodnega geofizikalnega leta 1958. Študija je vključevala opazovanje petih ledenikov, in sicer Siačen, Mamostong, Čong Kumdan, Kičik Kumdan in Ledeniki Aktaš v regiji Ladak. 5Q 131 05 084 je bila številka, ki jo je odprava dodelila ledeniku Siačen. Ameriški in pakistanski zemljevidi v 1970-ih in 1980-ih so dosledno prikazovali črtkano črto od NJ9842 (najsevernejša razmejena točka indijsko-pakistanske črte prekinitve ognja, znana tudi kot nadzorna črta) do prelaza Karakorum, za katerega je Indija menila, da je kartografska napaka in kršitev sporazuma iz Simle. Leta 1984 je Indija začela operacijo Meghdoot, vojaško operacijo, ki je Indiji dala nadzor nad celotnim ledenikom Siačen, vključno z njegovimi pritoki. Med letoma 1984 in 1999 so med Indijo in Pakistanom potekali pogosti spopadi. Indijske enote v okviru operacije Meghdoot so samo za en dan prehitele pakistansko operacijo Ababeel in zasedle večino prevladujočih višin na grebenu Saltoro zahodno od ledenika Siačen. Vendar pa je več vojakov umrlo zaradi težkih vremenskih razmer v regiji kot zaradi spopadov.] Pakistan je izgubil 353 vojakov v različnih operacijah, zabeleženih med letoma 2003 in 2010 blizu Siačena, vključno s 140 Pakistanci, ubitimi v plazu v sektorju Gajari leta 2012. Med januarjem 2012 in julijem 2015 je 33 indijskih vojakov umrlo zaradi slabega vremena. Decembra 2015 je indijski državni minister za obrambo Rao Inderjit Singh v pisnem odgovoru v Lok Sabhi dejal, da je na ledeniku Siačen zaradi podnebnih razmer ter okoljskih in drugih dejavnikov umrlo skupaj 869 pripadnikov vojske od datuma, ko Vojska je leta 1984 začela operacijo Meghdoot. Februarja 2016 je indijski obrambni minister Manohar Parrikar izjavil, da Indija ne bo zapustila Siačena, saj obstaja primanjkljaj zaupanja s Pakistanom, in tudi dejal, da je od operacije Meghdoot leta 1984 v Siačenu umrlo 915 ljudi. Po uradnih podatkih je bilo od leta 1984 na območju Siačena ubitih le 220 indijskih vojakov zaradi sovražnikovih krogel. Tako Indija kot Pakistan še naprej nameščata na tisoče vojakov v bližini Siačena in poskusi demilitarizacije regije so bili doslej neuspešni. Pred letom 1984 nobena država ni imela vojaških sil na tem območju.
Poleg indijske in pakistanske vojaške prisotnosti je območje ledenika neposeljeno. Najbližje civilno naselje je vas Varši, 10 milj dolvodno od indijskega baznega tabora. Regija je tudi zelo oddaljena, z omejeno cestno povezanostjo. Na indijski strani ceste vodijo le do vojaškega baznega tabora v Dzingrulmi (35°09′59″N 77°12′58″E / 35.1663°N 77.2162°E), 72 km od vrha ledenika. Indijska vojska je razvila različne načine za dosego regije Siačen, vključno s potjo Manali-Leh-Khardung La-Siačen. Leta 2012 je načelnik štaba indijske vojske general Bikram Singh dejal, da bi morala indijska vojska ostati v regiji zaradi strateških prednosti in ker je indijsko oboroženo osebje "prelilo veliko krvi" za Siačen. Trenutni položaji na tleh, relativno stabilni že več kot desetletje, pomenijo, da Indija ohranja nadzor nad vsemi 76 kilometri ledenika Siačen in vsemi njegovimi pritočnimi ledeniki ter vsemi glavnimi prelazi in višinami grebena Saltoro neposredno zahodno od ledenika, vključno s Sia La, Bilafond La, Gjong La, Jarma La (6100 m) in Čulung La (5800 m). Pakistan nadzoruje ledeniške doline neposredno zahodno od grebena Saltoro. Po poročanju revije TIME je Indija pridobila več kot 3000 km² ozemlja zaradi svojih vojaških operacij v Siačenu v 1980-ih. Indija je kategorično izjavila, da Indija ne bo umaknila svoje vojske iz Siačena, dokler 110 km dolga AGPL ne bo najprej potrjena, začrtana in nato razmejena.
Sporazum iz Karačija iz leta 1949 je samo natančno začrtal ločitveno črto do točke NJ9842, po kateri naj bi se, kot navaja sporazum, ločitvena črta nadaljevala »od tod proti severu do ledenikov«. V skladu z indijskim stališčem bi se morala ločitvena črta nadaljevati približno proti severu vzdolž pogorja Saltoro zahodno od ledenika Siačen onkraj NJ9842; mednarodne mejne črte, ki sledijo gorskim verigam, to pogosto naredijo tako, da sledijo razvodju kot je na pogorju Saltoro. Sporazum iz Simle iz leta 1972 ni spremenil nadzorne črte iz leta 1949 v tem najsevernejšem sektorju.

## Odvodnjavanje
Taleče se vode ledenika so glavni vir reke Nubra v indijski regiji Ladak, ki se izliva v reko Šjok. Šjok se nato združi s 3000 kilometrov dolgo reko Ind, ki teče skozi Pakistan. Tako je ledenik glavni vir Inda in napaja največji namakalni sistem na svetu.

## Okoljska vprašanja
Ledenik je bil pred letom 1984 nenaseljen, prisotnost na tisoče vojakov od takrat pa je povzročila onesnaženje in taljenje ledenika. Za podporo vojakom je bil ledeniški led razrezan in stopljen s kemikalijami.
Odlaganje velikih količin biološko nerazgradljivih odpadkov ter uporaba orožja in streliva so močno prizadeli ekosistem regije.

## Ledeniški umik
Predhodne ugotovitve raziskave pakistanskega meteorološkega oddelka leta 2007 so pokazale, da se ledenik Siačen zadnjih 30 let umika in se tali z alarmantno hitrostjo. Študija satelitskih posnetkov ledenika je pokazala, da se ledenik umika s hitrostjo približno 110 metrov na leto in da se je velikost ledenika zmanjšala za skoraj 35 odstotkov. V enajstih letih se je ledenik umaknil za skoraj 800 metrov, v sedemnajstih letih pa za približno 1700 metrov. Predvideva se, da se bodo ledeniki v regiji Siačen do leta 2035 zmanjšali na približno eno petino velikosti iz leta 2011. V devetindvajsetih letih 1929–1958, precej pred vojaško okupacijo, so zabeležili umik ledenika okoli 914 metrov. Eden od teoretiziranih razlogov za nedavni umik ledenika je kemično razstreljevanje za izgradnjo taborišč in postojank. Leta 2001 je Indija položila naftovode (dolge približno 250 kilometrov) znotraj ledenika za dobavo kerozina in letalskega goriva postojankam iz baznih taborov. Od leta 2007 je bil dvig temperature v Siačenu ocenjen na 0,2 stopinje Celzija letno, kar je povzročilo taljenje, snežne plazove in razpoke v ledeniku.

## Odlaganje odpadkov
Odpadki, ki jih proizvedejo tam nameščene enote, se odvržejo v razpoke ledenika. Alpinisti, ki so obiskali območje med plezalnimi ekspedicijami, so bili priča velikim količinam smeti, praznih granat za strelivo, padal itd., odvrženih na ledenik, ki se zaradi ekstremnih podnebnih razmer niti ne razgradijo niti jih ni mogoče zažgati. Indijske sile dnevno proizvedejo približno 1000 kilogramov odpadkov in jih odvržejo v ledeniške razpoke. Indijska vojska naj bi načrtovala kampanjo Green Siachen, Clean Siachen za prenos smeti z ledenika in uporabo biodigestorjev za biorazgradljive odpadke v odsotnosti kisika in nizkih temperaturah. Skoraj štirideset odstotkov (40 %) odpadkov, ki ostanejo na ledeniku, je plastika in kovina, vključno s toksini, kot so kobalt, kadmij in krom, ki sčasoma vplivajo na vodo reke Šjok (ki se končno izlije v reko Ind blizu Skarduja). Ind se uporablja za pitje in namakanje. Znanstveniki Inštituta za energijo in vire izvajajo raziskave, da bi našli načine za uspešno odstranjevanje smeti, ki nastajajo na ledeniku, z znanstvenimi sredstvi. Nekateri znanstveniki Organizacije za obrambne raziskave in razvoj, ki so se odpravili na ekspedicijo na Antarktiko, prav tako delajo na izdelavi bakterije, ki lahko uspeva v ekstremnih vremenskih razmerah in lahko pomaga pri naravni razgradnji biološko razgradljivih odpadkov.

## Favna in flora
Velika vojaška prisotnost vpliva tudi na floro in favno regije Siačen. Regija je dom redkih vrst, vključno s snežnim leopardom, rjavim medvedom in kozorogom, ki so ogroženi zaradi vojaške prisotnosti.

## Predlog Parka miru
Zamisel o razglasitvi regije Siačen za park miru so predstavili okoljevarstveniki in mirovni aktivisti, delno zato, da bi ohranili ekosistem regije, ki jo je močno prizadela vojaška prisotnost. Septembra 2003 so udeleženci 5. svetovnega kongresa o parkih v Durbanu pozvali vladi Indije in Pakistana, naj ustanovijo park miru v regiji Siačen, da bi obnovili naravni biološki sistem in zaščitili vrste, katerih življenja so ogrožena. Italijanski ekolog Giuliano Tallone je dejal, da je ekološko življenje resno ogroženo in je na konferenci predlagal postavitev Parka miru Siačen. Potem ko je bil objavljen predlog čezmejnega Parka miru, sta Mednarodna zveza za gorništvo in plezanje (UIAA) in Mednarodna zveza za ohranjanje narave (IUCN) organizirali konferenco v Ženevi in povabili indijske in pakistanske alpiniste (Mandip Singh Soin, Harish Kapadia, Nazir Sabir in Sher Khan). Regija je bila predlagana za vključitev na seznam svetovne dediščine Združenih narodov kot del pogorja Karakorum, vendar je Odbor za svetovno dediščino to odložil. Območja vzhodno in zahodno od regije Siačen so že razglašena za narodna parka: rezervat za divje živali Karakorum v Indiji in narodni park Centralni Karakorum v Pakistanu.
Sandia National Laboratories je organiziral konference, na katere so bili povabljeni vojaški strokovnjaki in okoljevarstveniki iz Indije in Pakistana ter tudi iz drugih držav, da predstavijo skupne prispevke. Kent L. Biringer, raziskovalec pri Cooperative Monitoring Center Sandia Labs, je predlagal ustanovitev Siačen Science Center, visokogorskega raziskovalnega središča, kjer lahko znanstveniki in raziskovalci iz obeh držav izvajajo raziskovalne dejavnosti v zvezi z glaciologijo, geologijo, atmosfero znanosti in drugih sorodnih področij.

## V popularni kulturi
Ledenik Siačen je bil omenjen v hollywoodskem filmu Misija: Nemogoče – Fallout iz leta 2018, v katerem igrata Tom Cruise in Henry Cavill. V vrhuncu filma prevarant Walker (Cavill) postavi jedrske bombe na vznožje ledenika Siačen. Prizor pa je bil dejansko posnet v Preikestolenu na Norveškem, ker je indijska vlada filmskim ustvarjalcem zavrnila dovoljenje za snemanje v Kašmirju.